# La reina sin espejo
La reina sin espejo es una novela del escritor español Lorenzo Silva publicada en 2005.
Quinta novela protagonizada por la pareja de la Guardia Civil formada por el sargento Bevilacqua y la cabo Chamorro.

## Argumento
Neus Barutell, una popular presentadora de televisión catalana, aparece muerta cosida a puñaladas. El arma con la que se cometió el asesinato no aparece. Solo las huellas de una desenfrenada noche de sexo y drogas, así como unas alusiones a Alicia en el País de las Maravillas de Lewis Carroll escritas por la presentadora, son el punto de arranque de esta historia. Un rompecabezas que llevará al lector hasta Rumanía.

## Adaptaciones
Fue adaptada a una película para televisión en 2011, con Jesús Noguero en el papel de Bevilacqua y Mariona Ribas en el de Chamorro.